# Pipalkarji
Pipalkarji (znanstveno ime Chelicerata) so ena glavnih skupin členonožcev, ki jo največkrat razvrščajo na ravni poddebla in združuje razrede pajkovcev (Arachnida), praskrluparjev (Merostomata) ter nogačev (Pycnogonida).
Pipalkarji so dobili ime po značilnosti, da so njihov prvi par okončin tik za usti pipalke (helicere). Pri večini pipalkarjev so to drobne, kleščaste in nogam podobne strukture, ki sodelujejo pri hranjenju, le pri pajkih so preoblikovane v ostre ter votle strupnike, ki jih žival zabode v plen in skoznje iztisne strup. Od ostalih členonožcev se ločijo tudi po tem, da nimajo tipalnic. Pipalkam sledi par okončin, ki jim pravimo pedipalpi in imajo pri različnih pipalkarjih različne funkcije (čutilno, razmnoževalno itd.). Večina predstavnikov ima štiri pare nog.
Telo pipalkarjev je členjeno v dve glavni regiji, glavoprsje in zadek, le pršice imajo to členjenost na zunaj zabrisano in je njihovo telo na prvi pogled enotno.

## Sistematika in evolucija
Izvor skupine in njen položaj znotraj členonožcev še nista povsem pojasnjena. V fosilnem zapisu pipalkarjev so velike luknje in uvrstitev različnih najdb, ki lahko bistveno spremeni »družinsko drevo«, je predmet debate med taksonomi. 
Najstarejši znani fosil, ki ga je možno nesporno uvrstiti med praskrluparje, s tem pa med pipalkarje, datirajo v pozni ordovicij pred 445 milijoni let. Odkrit je bil leta 2008 v Kanadi. Zaenkrat še potekajo debate, ali rodova Fuxianhuia in Kodymirus (oba iz kambrija) spadata med pipalkarje; če je kateri od teh bližnje soroden pipalkarjem, je luknja vsaj 43 milijonov let med najstarejšim znanim pipalkarjem in najbližjim sorodnikom skupine.
|           | Trilobita                                              |
|           |                                                        |
| Tracheata | \| \| Hexapoda \| \| \| \| \| \| Myriapoda \| \| \| \| |
|           | \| \| Hexapoda \| \| \| \| \| \| Myriapoda \| \| \| \| |
|           | Hexapoda                                               |
|           |                                                        |
|           | Myriapoda                                              |
|           |                                                        |

|  | Hexapoda  |
|  |           |
|  | Myriapoda |
|  |           |

|           | Trilobita                                              |
|           |                                                        |
| Tracheata | \| \| Hexapoda \| \| \| \| \| \| Myriapoda \| \| \| \| |
|           | \| \| Hexapoda \| \| \| \| \| \| Myriapoda \| \| \| \| |
|           | Hexapoda                                               |
|           |                                                        |
|           | Myriapoda                                              |
|           |                                                        |

|  | Hexapoda  |
|  |           |
|  | Myriapoda |
|  |           |

|           | Trilobita                                              |
|           |                                                        |
| Tracheata | \| \| Hexapoda \| \| \| \| \| \| Myriapoda \| \| \| \| |
|           | \| \| Hexapoda \| \| \| \| \| \| Myriapoda \| \| \| \| |
|           | Hexapoda                                               |
|           |                                                        |
|           | Myriapoda                                              |
|           |                                                        |

|  | Hexapoda  |
|  |           |
|  | Myriapoda |
|  |           |

|           | Trilobita                                              |
|           |                                                        |
| Tracheata | \| \| Hexapoda \| \| \| \| \| \| Myriapoda \| \| \| \| |
|           | \| \| Hexapoda \| \| \| \| \| \| Myriapoda \| \| \| \| |
|           | Hexapoda                                               |
|           |                                                        |
|           | Myriapoda                                              |
|           |                                                        |

|  | Hexapoda  |
|  |           |
|  | Myriapoda |
|  |           |

»Tradicionalna« podoba »družinskega drevesa« členonožcev postavlja pipalkarje na bazo drevesa, kar pomeni, da so manj sorodni ostalim velikim skupinam (rakom, trokrparjem, šesteronožnim členonožcem in stonogam) kot so si te skupine med seboj. Rezultati novejših kladističnih analiz z upoštevanjem molekularnih znakov in razvojem živčevja nakazujejo, da so pipalkarji najbolj sorodni stonogam, drugo ožje sorodno skupino pa tvorijo šesteronožni členonožci ter raki. Vendar pa te analize ne upoštevajo izumrlih skupin (predvsem trokrparjev); z upoštevanjem teh postane podoba drevesa sorodnosti bolj podobna »tradicionalni«.
Tudi znotraj skupine so razmerja še negotova. Splošno sprejeto mnenje je, da so se pipalkarji razvili v morju in doživeli razmah s prehodom na kopno. »Primitivni« skupini praskrluparjev in nogačev sta morski, prav tako so v morju živeli trokrparji. Pajkovci, ki so daleč najštevilčnejši razred znotraj pipalkarjev, pa so skoraj izključno kopenski (z izjemo nekaj predstavnikov, ki so ponovno poselili vodne habitate). Problematičen je predvsem položaj ščipalcev; izumrl rod Proscorpius je očitno izvorno morski, saj imajo škrge in druge izvorne morfološke znake, po drugi strani pa so ostanki zelo podobni današnjim ščipalcem. Če sodi rod med ščipalce, so ščipalci kot sekundarno kopenski pajkovci polifiletska in s tem v sodobni filogenetski klasifikaciji neustrezna skupina.